# Grosser Möseler
Grosser Möseler (italsky Grande Mèsule) je druhý nejvyšší vrchol v Zillertalských Alpách na hranici mezi Rakouskem a Itálií. Na úbočí hory zasahují ledovce Furtschaglkees a Waxeggkees a Nevesský.

## Výstup
Na Grosser Möseler vede více cest:
- Od severozápadu z chaty Furtschagelhaus přes ledovec, suťovou strží (bez sněhu pouze v krátkém období) na vrchol; ledovcové vybavení je nezbytné; jde středně těžkou túru stupně PD+ / II. UIAA.
- Od jihu z chaty Nevesjochhütte suťoviskem a poté žlebem k vrcholu; v pozdním létě může být cesta beze sněhu.
- Od jihozápadu z chaty Edelrauthütte traversem ke žlebu a dále společně s jižní cestou.
- Ze severu z chaty Berlinerhütte firnovým svahem a po hřebeni na vrchol (50/55°, II UIAA)